# Chrysobothris banghaasi
Chrysobothris banghaasi es una especie de escarabajo del género Chrysobothris, familia Buprestidae. Fue descrita científicamente por Théry en 1911.